# パイレーツ -掠奪海域-
『パイレーツ -掠奪海域- 』（パイレーツ りゃくだつかいいき、Pirate Latitudes）はマイケル・クライトンによる小説。2009年に刊行。作者は2008年に亡くなったが、死後に作者のパソコンからほぼ完成状態の原稿が発見されたことによって出版に至った。
スティーヴン・スピルバーグ監督による映画化が予定されている。

## 概要
17世紀のカリブ海を舞台とする小説。
当時実際に行われていた国家公認の海賊（私掠船）による掠奪行為が、当時の生活様式や社会情勢を織り交ぜて描かれている。

## ストーリー
1665年、イングランドの入植地であるジャマイカのポート・ロイヤル。そこでは、イングランドの船や町を襲った者は海賊として処刑されるが、他国の船や町から財宝を奪ってくる者は国に利益をもたらす私掠人として明確に区別されていた。国は私掠人に船や資金を提供する代わりに掠奪した財宝の一部を受け取っており、それが貴重な収入源となっていた。
ある日、ジャマイカの総督であるジェイムズ・オルモントは、船団からはぐれたスペインの財宝船が要塞島マタンセロスに避難しているという情報を入手する。オルモント総督は私掠船の腕利き船長であるハンターにこの情報を提供し、見返りとして奪った財宝の一割を国に納めることを約束させる。
難攻不落の要塞といわれたマタンセロスだったが、ハンター船長とその仲間は裏手の断崖絶壁をよじのぼって忍び込んだ上で砲台を爆破することにより、要塞を無力化する。そしてついに、島の湾内に停泊していたスペインのガレオン船を奪うことに成功する。船には真珠や金銀が大量に積まれていた。
帰路、スペインの軍艦に追撃されたり、ハリケーンに遭遇したり、食人種や巨大な生物に襲われるなど、様々な困難に直面するが、なんとかポート・ロイヤルに帰り着く。しかし、掠奪成功を祝って大歓迎されるかと思いきや、ハンター船長は海賊として捕えられてしまう。私掠人が奪ってきた財宝を独占しようとする一部の者たちによってオルモント総督は幽閉されており、財宝を奪ってきた私掠人は海賊として処刑されていたのであった。
オルモント総督とその周囲の者たちの助けによって脱獄したハンター船長は、財宝を独占しようとした首謀者たちに復讐を行う。

## 書籍
- 『パイレーツ -掠奪海域-』 酒井昭伸訳、ハヤカワ文庫NV、2012年 ISBN 978-4-15-041252-4

## その他
- 本作の主人公が拠点としているポート・ロイヤルを実際に拠点としたイングランド公認海賊の例として、ヘンリー・モーガンが存在する。